# Echinolittorina australis
Echinolittorina australis is een slakkensoort uit de familie van de Littorinidae. De wetenschappelijke naam van de soort is voor het eerst geldig gepubliceerd in 1826 door Gray.